# 2. Damen-Basketball-Bundesliga
Die 2. Damen-Basketball-Bundesliga (2. DBBL), offizielle Sponsorenbezeichnung seit 2020 Toyota 2. Damen Basketball Bundesliga (Toyota 2. DBBL), ist die zweithöchste Liga im deutschen Frauen-Basketball. Sie ist eine Einrichtung der Ligagesellschaft DBBL GmbH. Gespielt wird nach den offiziellen Regeln der FIBA.

## Spielmodus Saison 2025/26
Die Saison wird in zwei Staffeln (Nord und Süd) ausgespielt. Zunächst treten staffelintern alle Teams in einer Hauptrunde mit Hin- und Rückspiel gegeneinander an. Der erste reguläre Spieltag ist für Ende September 2025 angesetzt. Die Hauptrunde läuft bis April 2026 mit 22 Spieltag in der Süd-Staffel und 24 Spieltagen in der Nord-Staffel.
Die jeweils vier bestplatzierten Teams der Hauptrunde qualifizieren sich für die staffelübergreifenden Play-offs, in denen der Zweitliga-Meister sowie die beiden sportlichen Aufsteiger in die 1. DBBL ermittelt werden.
Für die Teams auf den Plätzen 5 bis 8 jeder Staffel endet die Saison nach der Hauptrunde. Die Teams auf den Plätzen 9 bis 12 spielen in staffelinternen Play-downs jeweils einen sportlichen Absteiger in die Regionalliga aus. Das Team auf Platz 13 der Staffel Nord steigt direkt in die Regionalliga ab.

## Vereine der Saison 2025/26
Anmerkungen zum Teilnehmerfeld:
- Die sportlich aufstiegsberechtigten Teams aus der 2. Toyota DBBL – Meister VfL VIACTIV-AstroLadies Bochum und Vizemeister BBC Osnabrück – verzichteten auf ihr Aufstiegsrecht und verbleiben damit in der Liga.
- Die letztjährigen Erstligisten Göttingen und Leverkusen verzichteten zur Saison 2025/26 freiwillig auf ihre Teilnahme an der 1. Toyota DBBL und starten somit in der 2. Liga.
- Medikamente per Klick Bamberg Baskets übernimmt das Teilnahmerecht vom letztjährigen Zweitligisten DJK Bamberg und führt den Standort unter neuer Struktur weiter.

### Staffel Nord
Für die 2. Damen-Basketball-Bundesliga 2025/26 qualifizierten sich damit folgende 13 Mannschaften in der Staffel Nord:
- Absteiger aus der 1. DBBL 2024/25
  - BG74 Veilchen Ladies Göttingen
  - WINGS Leverkusen
- Mannschaften aus der 2. DBBL 2024/25
  - Eimsbütteler TV
  - BG 89 AVIDES Hurricanes
  - ChemCats Chemnitz
  - Eintracht Braunschweig LionPride
  - BBC Osnabrück
  - New Basket Oberhausen
  - VfL VIACTIV-AstroLadies Bochum (TV)
  - Bender Baskets Grünberg
  - Talents BonnRhöndorf
- Aufsteiger aus der Regionalliga 2024/25
  - TuS Lichterfelde
  - Hürther BC

### Staffel Süd
Für die 2. Damen-Basketball-Bundesliga 2025/26 qualifizierten sich damit folgende 12 Mannschaften in der Staffel Süd:
- Mannschaften aus der 2. DBBL 2024/25
  - ASC Theresianum Mainz
  - Falcons Bad Homburg
  - BasCats USC Heidelberg
  - QOOL Sharks Würzburg
  - Medikamente per Klick Bamberg Baskets
  - Lou’s Foodtruck MTV Stuttgart
  - KuSG Leimen
  - Eisvögel USC Freiburg 2
  - Dillingen Diamonds
  - TSV 1880 Wasserburg
- Aufsteiger aus der Regionalliga 2024/25
  - VIMODROM Baskets Jena
  - BBU ´01 Ulm